# Lance Acord
Lancelot J. "Lance" Acord (2. oktober 1962) er en amerikansk filmfotograf.

## Filmografi

### Instruktør eller fotografi
Kortfilm
| År   | Titel                                           | Instruktør                | Noter             |
| ---- | ----------------------------------------------- | ------------------------- | ----------------- |
| 1992 | Billy Nayer                                     | Cory McAbee               |                   |
| 1995 | Gentle Giants                                   | Bruce Weber               |                   |
| 1997 | How They Get There                              | Spike Jonze               |                   |
| 1998 | Amarillo by Morning                             | Spike Jonze               | Documentary short |
| 1998 | Lick the Star                                   | Sofia Coppola             |                   |
| 2000 | Eventual Wife                                   | Bryan Bantry Dave Diamond |                   |
| 2012 | Ed Ruscha, Woody and the World's Hottest Pepper | Himself                   |                   |
| 2013 | Apple Misunderstood                             | Himself                   |                   |
| 2019 | E.T.: A Holiday Reunion                         | Himself                   | TV special        |

Spillefilm
| År   | Titel                             | Instruktør    |
| ---- | --------------------------------- | ------------- |
| 1998 | Buffalo '66                       | Vincent Gallo |
| 1999 | Being John Malkovich              | Spike Jonze   |
| 2001 | Southlander                       | Steve Hanft   |
| 2002 | The Dangerous Lives of Altar Boys | Peter Care    |
| 2002 | Adaptation                        | Spike Jonze   |
| 2003 | Lost in Translation               | Sofia Coppola |
| 2006 | Marie Antoinette                  | Sofia Coppola |
| 2009 | Where the Wild Things Are         | Spike Jonze   |
| 2014 | God's Pocket                      | John Slattery |

Dokumentarfilm
| År   | Titel                               | Instruktør    | Noter                                                                 |
| ---- | ----------------------------------- | ------------- | --------------------------------------------------------------------- |
| 1998 | Free Tibet                          | Sarah Pirozek |                                                                       |
| 2001 | Chop Suey                           | Bruce Weber   | Med James D. Cooper og Jim Fealy                                      |
| 2012 | Wild in the Streets                 | Peter Baxter  | With Peter Baxter, Terrence Hayes, Laurent Malaquais og Mark Williams |
| 2018 | Nice Girls Don't Stay for Breakfast | Bruce Weber   |                                                                       |

Musikvideoer
| År   | Kunstner                           | Titel                                               | Instruktør        | Noter            |
| ---- | ---------------------------------- | --------------------------------------------------- | ----------------- | ---------------- |
| 1993 | The Smashing Pumpkins              | "Cherub Rock"                                       | Kevin Kerslake    |                  |
| 1993 | Björk                              | "Big Time Sensuality"                               | Stéphane Sednaoui |                  |
| 1994 | Youssou N'Dour og Neneh Cherry     | "7 Seconds"                                         | Stéphane Sednaoui |                  |
| 1994 | MC Solaar                          | "Nouveau Western"                                   | Stéphane Sednaoui |                  |
| 1994 | G. Love & Special Sauce            | "Cold Beverage"                                     | Mark Romanek      |                  |
| 1994 | Sonic Youth                        | "Superstar"                                         | Dave Markey       |                  |
| 1995 | R.E.M.                             | "Crush with Eyeliner"                               | Spike Jonze       |                  |
| 1995 | Ween                               | "Freedom of '76"                                    | Spike Jonze       |                  |
| 1995 | Waterlillies                       | "Never Get Enough"                                  | Christina Wayne   |                  |
| 1995 | Method Man featuring Mary J. Blige | "I'll Be There for You/You're All I Need to Get By" | Diane Martel      |                  |
| 1995 | Method Man & Redman                | "How High"                                          | Diane Martel      |                  |
| 1995 | Björk                              | "It's Oh So Quiet"                                  | Spike Jonze       |                  |
| 1995 | Elastica                           | "Car Song"                                          | Spike Jonze       |                  |
| 1997 | Daft Punk                          | "Da Funk"                                           | Spike Jonze       |                  |
| 1997 | Pond                               | "Spokes"                                            | Mike Mills        |                  |
| 1997 | The Chemical Brothers              | "Elektrobank"                                       | Spike Jonze       |                  |
| 1997 | Björk                              | "Bachelorette"                                      | Michel Gondry     |                  |
| 1997 | The Notorious B.I.G.               | "Sky's the Limit"                                   | Spike Jonze       |                  |
| 1998 | R.E.M.                             | "Lotus"                                             | Stéphane Sednaoui |                  |
| 1998 | Fatboy Slim                        | "Praise You"                                        | Spike Jonze       | With Lance Bangs |
| 1999 | The Chemical Brothers              | "Let Forever Be"                                    | Michel Gondry     |                  |
| 1999 | Tricky                             | "For Real"                                          | Stéphane Sednaoui |                  |
| 2001 | Fatboy Slim                        | "Weapon of Choice"                                  | Spike Jonze       |                  |
| 2001 | Dave Matthews Band                 | "Everyday"                                          | Chuck McBride     |                  |
| 2003 | The White Stripes                  | "I Just Don't Know What to Do with Myself"          | Sofia Coppola     |                  |
| 2004 | Yeah Yeah Yeahs                    | "Y Control"                                         | Spike Jonze       |                  |
| 2005 | Björk                              | "Triumph of a Heart"                                | Spike Jonze       |                  |

### Producer
- Robot & Frank (2012)
- God's Pocket (2014)

Executive producer
- The New Tenants (2009) (kortfilm)
- Cop Car (2015)
- Other People (2016)
- The Rehearsal (2016)
- The Hero (2017)
- An Evening with Beverly Luff Linn (2018)
- The Sentence (2018)
- Hearts Beat Loud (2018)
- Lazy Susan (2019) (Short film)
- Farewell Amor (2020)
- The Last Shift (2020)
- The Truffle Hunters (2020) (dokumentar)
- The Heart Still Hums (2020) (dokumentarkortfilm)
- Born to Play (2020) (dokumentar)
- Another Hayride (2021) (dokumentarkortfilm)
- Long Weekend (2021)
- There There (2022)
- Aisha (2022)
- Broadway Rising (2022) (Documentary)
- The Independent (2022)
- Earth Mama (2023)
- Late Bloomers (2023)
- Flipside (2023)